# Umboniinae
Umboniinae zijn een onderfamilie van weekdieren uit de klasse van de Gastropoda (slakken).

## Geslachten
- Antisolarium Finlay, 1926
- Bankivia Krauss, 1848
- Bowdenagaza Woodring, 1928 †
- Camitia Gray, 1842
- Conominolia Finlay, 1926 †
- Conotalopia Iredale, 1929
- Ethalia H. Adams & A. Adams, 1854
- Ethaliella Pilsbry, 1905
- Ethminolia Iredale, 1924
- Inkaba Herbert, 1992
- Isanda H. Adams & A. Adams, 1854
- Leiopyrga H. Adams & A. Adams, 1863
- Lirularia Dall, 1909
- Monilea Swainson, 1840
- Parminolia Iredale, 1929
- Pseudominolia Herbert, 1992
- Rossiteria Brazier, 1895
- Sericominolia Kuroda & Habe, 1954
- Umbonium Link, 1807
- Vanitrochus Iredale, 1929
- Zethalia Finlay, 1926

### Synoniemen
- Conotrochus Pilsbry, 1889 => Pagodatrochus Herbert, 1989
- Globulus Schumacher, 1817 => Umbonium Link, 1807
- Isander => Isanda H. Adams & A. Adams, 1854
- Liotrochus Fischer, 1878 => Ethalia H. Adams & A. Adams, 1854
- Rotella Lamarck, 1822 => Umbonium Link, 1807
- Talopena Iredale, 1918 => Monilea Swainson, 1840
- Talopia Gray, 1842 => Monilea Swainson, 1840